# Diplotemnus rudebecki
Diplotemnus rudebecki är en spindeldjursart som beskrevs av Beier 1955. Diplotemnus rudebecki ingår i släktet Diplotemnus och familjen Atemnidae. Inga underarter finns listade i Catalogue of Life.